# Гергард Мацкі
Гергард Мацкі (нім. Gerhard Matzky; 19 березня 1894, Кюстрін — 9 червня 1983, Бад-Годесберг) — німецький воєначальник, генерал піхоти вермахту, генерал-лейтенант бундесверу. Кавалер Лицарського хреста Залізного хреста.

## Біографія
Син майора Рудольфа Мацкі. 26 березня 1912 року вступив у 4-й верхньосілезький піхотний полк № 63 (Оппельн). Навесні 1913 року склав офіцерський іспит. Учасник Першої світової війни, бився у Франції, командир взводу, потім — офіцер для доручень і командир роти. З осені 1916 року служив у штабі 3-ї дивізії ландверу на Східному фронті, з весни 1918 року — у Фландрії.
Після війни служив у прикордонній охороні Верхньої Сілезії, з 1 жовтня 1920 року — в 7-му піхотному полку. В жовтні 1921 року розпочав підготовку допоміжного керівника, після чого в 1921/23 роках служив у командуванні 3-го військового округу (офіційно значився в 4-му кінному та 4-му артилерійському полках), також тимчасово виконував обов'язки командира частин 11-го піхотного полку. З 123 року служив в Імперському військовому міністерстві: з 10 жовтня 1926 року — у відділі сухопутних військ Військового управління, з весни 1926 року — ад'ютант голови управління оберста барона Вернера фон Фріча. Одночасно протягом чотирьох семестрів навчався у вищому технічному училищі Шарлоттенбурга. З весни 1927 року служив у штабі 2-го групового командування (Кассель). З 1928 року служив у відділі Ліги Націй Імперського військового міністерства. З жовтня 1929 року проходив «курси Райнгардта». З березня 1032 року служив в організаційному відділі Військового управління (потім — у відділі вермахту Міністерського управління). З квітня 1934 року — 1-й офіцер (начальник оперативного відділу) Генштабу 7-го військового округу, з 16 березня 1935 року — 7-го армійського корпусу, потім — пройшов курс у Військовій академії. З 1936 року — 1-й офіцер Генштабу 1-го групового командування (Берлін).
З 15 вересня 1938 року — військовий аташе німецького посольства в Токіо. З 5 січня 1941 року — оберквартирмейстер Генштабу сухопутних військ. У листопаді 1942 року відправлений в командний резерв. З 10 січня по 1 жовтня 1943 і з грудня 1943 по 1 березня 1944 року — командир 21-ї піхотної дивізії, з 28 березня по 20 травня 1944 року — 28-го, з 6 липня 1944 року — 26-го армійського корпусу. В травні 1945 року взятий в полон британськими військами. В лютому 1948 року звільнений.
З жовтня 1950 року — директор зв'язку Німецької служби праці. З 1 липня 1951 року — молодший керівник відділу Федерального міністерства внутрішніх справ та інспектор Федеральної прикордонної охорони. З 1 липня 1956 року — міністерський диригент Федерального міністерства оборони. З 1 квітня 1957 року — командир 1-го армійського корпусу (Мюнстер). 29 лютого 1960 року вийшов на пенсію. З 4 травня 1965 по 1978 рік — голова Асоціації німецьких солдатів.

## Звання
- Фанен-юнкер (26 березня 1912)
- Лейтенант (18 серпня 1913; патент від 19 серпня 1911)
- Оберлейтенант (15 жовтня 1916)
- Гауптман (1 листопада 1923)
- Майор (1 лютого 1932)
- Оберстлейтенант (1 жовтня 1934)
- Оберст (1 квітня 1937)
- Генерал-майор (20 квітня 1941)
- Генерал-лейтенант (20 квітня 1943)
- Генерал піхоти (1 вересня 1944)
- Міністерський диригент (1 липня 1951)
- Генерал-лейтенант (1 квітня 1957)

## Нагороди
- Залізний хрест
  - 2-го класу
  - 1-го класу (серпень 1915)
- Ганзейський хрест (Гамбург)
- Хрест «За заслуги у війні» (Саксен-Мейнінген)
- Нагрудний знак «За поранення» в сріблі
- Почесний хрест ветерана війни з мечами (1934)
- Медаль «За вислугу років у Вермахті» 4-го, 3-го, 2-го і 1-го класу (25 років; 2 жовтня 1936) — отримав 4 нагороди одночасно.
- Хрест Воєнних заслуг
  - 2-го класу з мечами (5 січня 1941)
  - 1-го класу з мечами (25 жовтня 1941)
- Орден Хреста Свободи 1-го класу з мечами (Фінляндія; 25 березня 1942)
- Застібка до Залізного хреста
  - 2-го класу (14 лютого 1943)
  - 1-го класу (21 лютого 1943)
- Лицарський хрест Залізного хреста (5 квітня 1944)
- Відзначений у Вермахтберіхт (11 квітня 1944)
- Почесний член Німецького Червоного Хреста
- Орден «За заслуги перед Федеративною Республікою Німеччина», великий офіцерський хрест (квітень 1960)